# Mira Sorvino

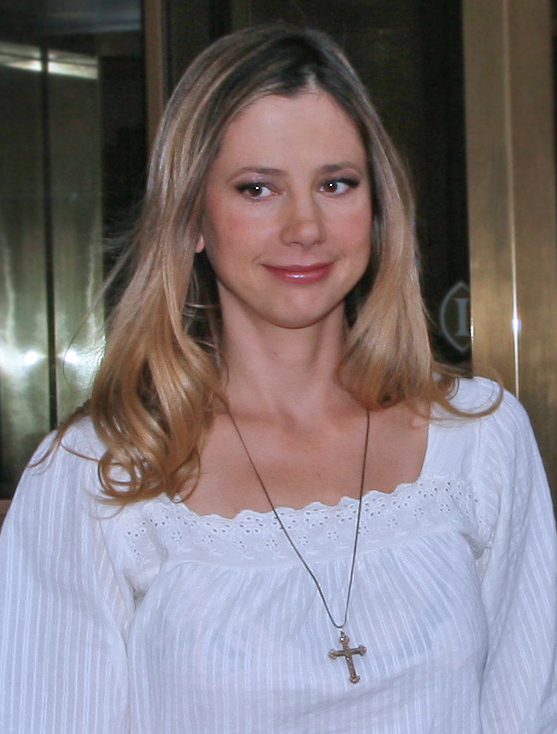
Sorvino in 2007

Mira Sorvino (Tenafly (New Jersey), 28 september 1967) is een Amerikaans actrice van Italiaanse afkomst. Zij won voor haar bijrol in Mighty Aphrodite in 1996 onder meer een Academy Award en een Golden Globe.
Sorvino is de dochter van acteur Paul Sorvino, die onder andere speelde in Goodfellas en in de televisieserie Law & Order. Ze is afgestudeerd aan Harvard en heeft een graad in Oost-Azië-studies. Ze bracht een jaar in China door en spreekt vloeiend Mandarijns Chinees. Nadat Sorvino was afgestudeerd, probeerde ze als actrice aan het werk te komen. Een rol die haar hierbij vooruit hielp was die van prostituee Linda in Woody Allens film Mighty Aphrodite. Ze won een Oscar voor deze rol.
Sorvino heeft een zus Amanda en een broer Michael. Ze trouwde in 2004 met de Amerikaanse acteur Christopher Backus. Samen hebben ze vier kinderen: dochter Mattea Angel (3 november 2004), zoons Johnny (29 mei 2006) en Holden (22 juni 2009) en dochter Lucia (2012).

## Filmografie
- After ever happy (2022)
- Do You Believe? (2015)
- Perfect Sisters (2014)
- Trade of Innocents (2012)
- Smitty (2012)
- Angels Crest (2011)
- The Presence (2010)
- Attack on Leningrad (2009)
- The Trouble with Cali (2009)
- Like Dandelion Dust (2009)
- The Last Templar (2009)
- Multiple Sarcasms (2009)
- Leningrad (2007)
- Reservation Road (2007)
- Human Trafficking (2005, televisiefilm)
- The Final Cut (2004)
- Gods and Generals (2003)
- Between Strangers (2002)
- Semana Santa (2002)
- WiseGirls (2002)
- The Grey Zone (2001)
- The Triumph of Love (2001)
- The Great Gatsby (2000)
- Summer of Sam (1999)
- At First Sight (1999)
- Free Money (1998)
- Lulu on the Bridge (1998)
- Too Tired to Die (1998)
- The Replacement Killers (1998)
- Mimic (1997)
- Romy and Michele's High School Reunion (1997)
- Sweet Nothing (1996)
- Tarantella (1996)
- Beautiful Girls (1996)
- Tales of Erotica (1996)
- Mighty Aphrodite (1995)
- Blue in the Face (1995)
- The Buccaneers (1995)
- Quiz Show (1994)
- Barcelona (1994)
- The Dutch Master (1994)
- The Obit Writer (1993)
- Amongst Friends (1993)
- Nyû Yôku no koppu (1993, aka New York Cop)